# Білорусько-Литовська армія
Білорусько-Литовська армія — оперативне об'єднання частин і з'єднань Червоної Армії на території Білорусі та Литви в громадянську війну. Наказом реввоєнради Республіки від 13 березня 1919 року Західна армія перетворена в Білорусько-Литовську армію. До неї увійшли Західна, Литовська (до 30 квітня 1919 р.), 8-а і 17-та стрілецькі дивізії. Перебувала у складі Західного фронту 1919 — 1924 рр. Командувачі армії А. Я. Снєсарев (до 31 травня 1919 р.), П. К. Миронов (в.о. з 31 травня 1919 р.). Наказом РВР Республіки від 7 червня 1919 перейменована в 16-ту армію.